# Anastrangalia laetifica
Anastrangalia laetifica là một loài bọ cánh cứng trong họ Cerambycidae.